# 함춘호
함춘호(1961년 8월 5일~)는 대한민국의 기타리스트 겸 포크 록 음악인이다.

## 생애
예원학교에서 성악을 전공하던 중학교 1학년 때 처음 기타를 시작하였고, 고3이던 1979년에 가수 전인권을 만나 그룹 '전인권과 함춘호'라는 그룹으로 잠시 듀엣을 하면서 본격적으로 대중음악인의 길로 나섰다. 이후 들국화의 시초가 되는 프로모션 음반에서 기타를 담당했고 들국화에 들어갈 멤버를 추천해주기도 했지만(허성욱 등) 이후 전인권과는 다른 길을 가게 되며 들국화의 멤버가 되지는 않았다(불화는 아닌 것으로 추정되며 이후 전인권, 최성원과는 지속적인 교류가 있었던 듯). 1984년 하덕규가 이끌던 포크 록 그룹 시인과 촌장에 합류하였고, 2집 음반 《푸른 돛》의 참여하면서 기타리스트로 활동을 시작하였다. 1986년에 발매된시인과 촌장 2집 《푸른 돛》은 2007년 한국대중음악 100대 명반의 14위에 이름을 올렸다. 이 앨범에서 함춘호는 전통적이지 않은 그 만의 기타 플레이와 매우 유려하고 정갈한 연주로 큰 주목을 받았고, 평론가들은 함춘호의 기타가 없었다면 하덕규의 음악이 빛을 발하지 못했을 것이라고 언급하곤 한다.(기타 뿐만 아니라 전곡의 편곡또한 주도했거나 최소한 공동참여를 했다.) 이렇게 명성을 쌓은 후 80년대 중후반부터는 세션으로서 왕성한 활동을 하는데 특히 80년대 후반~ 90년대의 좀 유명하다 싶은 곡에는 모두 함춘호의 기타가 들어가 있다고 해도 과언이 아닐 정도로 세션계 최고의 인기를 자랑했다. 최전성기가 90년대일뿐 이는 00년대에 들어서도 거의 마찬가지이며 오늘날 (2020년 기준)까지 통틀어 약 40년간 최고의 기타리스트로서 현역 활동을 하고 있다. 그간 여러 장르를 넘나들며 꾸준히 활동하면서  조용필, 송창식, 양희은, 전인권, 이문세, 김광석, 김현식, 이선희, 임재범, 신승훈, 이승철, 김현철, 토이(유희열), 김건모, 이소라, 윤종신, 김동률, 김연우, 김경호, 윤도현, 박효신, 성시경, 백지영, 아이유, 박정현 등 최고의 가수들부터 여러 아이돌까지 수많은 유명 가수들의 음반 세션 및 공연 연주자로서 활약했고 모든 대중음악계 전문가들 및 제작자들에게서 인정받는 자타공인 대중음악계의 거장으로 손꼽히고 있다. 어쿠스틱과 일렉을 자유롭게 넘나드는 함춘호는 연주실력 자체만으로도 독보적이지만, 다른 연주자들에게서 나오지 않는 독특하고 따뜻한 느낌을 구현한다는 점이 큰 장점이라고 여겨지곤 한다. 또한 함춘호는 세션에 대한 대중적 인식이 부족했던 시절에 연주자의 위상을 높여준 인물로 평가받는다. 시대를 선도한 그의 연주는 이제 대중음악 기타 연주의 표준으로 연구되고 있으며 그만의 아름다운 기타톤과 어쿠스틱 감성은 지금까지도 대체불가의 영역으로 남아있다. 최근에는 단독 콘서트나 여러 장르의 뮤지션과 협업하며 솔로 아티스트로서 활약하고 있다. 
오랜 세월 함춘호라는 이름만으로 음악계 종사자들과 대중에게 묵직한 신뢰감을 주는 명실상부 한국 대중음악계의 독보적인 연주자이다. 오랜 시간이 지났음에도 이는 여전하며 오히려 더욱 견고해져만 가는 중. 
송창식 왈 "대한민국의 기타, 함춘호입니다." 
유희열 왈 "그는 나의 영웅이며, 한국 음악사에서 가장 중요한 연주자를 한 명 뽑는다면 함춘호라고 말할 것."
신승훈 왈 "단순 기타의 장인이 아닌, 말 그대로 음악계 레전드이자 거장" 
최백호 왈 "동시대에 이런 대단한 기타리스트가 존재한다는건 그야말로 행운이다"
덧붙여 함춘호는 편곡자 (대표작으로 이윤수 2집 먼지가 되어 리메이크 버전을 편곡했고 이 버전은 많은 사랑을 받았으며, 훗날 가장 훌륭한 편곡 버전으로 회자된다. 시인과 촌장 2집의 전곡 및 다른 많은 음반의 편곡자이기도 하다.) 및 프로듀서, 음악감독으로서 활약하기도 하며 간혹 작곡을 하기도 했었다. 
공연에서 가끔 노래를 하기도 한다. 
2020년 기준으로, 서울신학대학교 실용음악과 교수로 재직중이며(학과장), 대중음악인 단체인 한국연주자협회 회장과 기독음악인연합회 회장을 맡고 있다.

## 학력
- 쉐퍼드대학교 명예박사
- 청운대학교 산업기술경영대학원 실용음악학과 석사
- 한일장신대학교 음악학 학사
- 대성고등학교
- 예원학교 성악

## 발매 앨범
- 2집 《푸른 돛》
- 4집 《The Bridge》
- 《BEST 앨범 1981 ~ 1991》- 1991년 발매
- 《BEST 앨범》- 1997년 발매
- 《12년만의 만남 - 시인과 촌장 Live》
- 장필순&함춘호 CCM 프로젝트《그는 항상 내 안에 있네》(장필순,함춘호)

## 세션 참여 음반
| 년도 | 가수명      | 곡명 | 앨범                                  |
| ---- | ----------- | --- | ------------------------------------- |
| 1990 | 신승훈      | | 《미소 속에 비친 그대》               |
| 1991 | 신승훈      | | 《보이지 않는 사랑》                  |
| 1992 | 손지창      | | 《손지창 1집》                        |
| 1993 | 신승훈      | | 《Shin Seung Hun Vol.3》              |
| 1994 | 김경호      | 긴이별 | 《KIM KYUNG HO》                      |
| 1994 | 신승훈      | | 《그 후로 오랫동안》                  |
| 1994 | 김원준      | | 《KIM WON JUN 3》                     |
| 1994 | 김원준      | 《dear》 |                                       |
| 1996 | 서지원      | 76-70=LOVE (Duet With 박선주)                                                                                 | 《Tears》                             |
| 1996 | 토이        | 사랑, 집착&중독 내가 너의 곁에 잠시 살았다는 걸 슬픈이야기 23번째 생일 첫 Kiss 어른들을 위한 동화 이사가던 날 | 《YOUHEEYEOL》                        |
| 1996 | 신승훈      | | 《Shin Seung HunⅤ》                   |
| 1997 | 김경호      | 슬픈 영혼의 아리아 [엘리제] 금지된 사랑                                                                       | 《Kim:kyungho 1997》                  |
| 1997 | 토이        | 바램 고백 넌 어떠니?! 외로움 (이혼한 부모님을 가진 아이들에게...) 다시 시작하기 마지막 로맨티스트             | 《Present》                           |
| 1997 | 김원준      | | 《One》                               |
| 1997 | 황선영      | 오감도 | 《숨겨진 이야기》                     |
| 1998 | 김경호      | 마지막 부를 이름 영원의 성{城} -슬픈 영혼의 아리아II- 나의 사랑 천상{天上}에서도                              | 《00:00:1998 KYUNG-HO KIM》           |
| 1999 | 김경호      | 1052 아름답게 사랑하는 날까지 -금지된 사랑 II                                                                 | 《KYUNG-HO KIM IV》                   |
| 1999 | 김장훈      | 잊으러 가는 길 회자정리 (會者定離) 반지 오페라                                                                | 《바보》                              |
| 1999 | 토이        | A Night In Seoul 거짓말 같은 시간 구애 새벽 그림 혼자있는 시간 못다한 나의 이야기 스케치북                    | 《A NIGHT IN SEOUL》                  |
| 1999 | 유희열      | | 《익숙한 그집앞》                     |
| 2000 | 신승훈      | | 《Desire To Fly High》                |
| 2000 | god         | 거짓말 | 《Chapter 3》                         |
| 2000 | 보아        | Come To Me 체념 비밀일기 안돼, 난 안돼 차마 I`m Your Lady Tonight 어린 연인 이별준비 먼 훗날 우리             | 《ID; Peace B》                       |
| 2000 | 신화        | Wedding March                                                                                                 | 《Only One》                          |
| 2000 | 김경호      | 그때가 아닌 지금                                                                                              | 《Kim kyungho-5th》                   |
| 2000 | 베이비복스  | | 《Why》                               |
| 2000 | 박정현      | 아무 말도, 아무것도...                                                                                        | 《Naturally》                         |
| 2000 | 여러 음악가 | 얼마나 내가                                                                                                   | 《가을동화 OST》                      |
| 2001 | 여러 음악가 | 야야야(그 남자 그 여자 두 번째 닫는 노래) 도와줘(로도스도 전기 OVA 닫는 노래) 봉인(마스터 키튼 닫는 노래)     | 《WE 1》                              |
| 2001 | 토이        | 좋은 사람 내가 남자 친구라면 언젠가 우리 다시 만나면 Complex 목소리 마지막 노래 잊진 않았겠죠?                | 《Fermata》                           |
| 2001 | 토이        | 《Toy Live》                                                                                                  |                                       |
| 2001 | 김조한      | | 《2gether 4ever》                     |
| 2001 | 김민종      | 언제나 그대 내 곁에 (김현식 트리뷰트 음반의 곡을 재수록)                                                      | 《You're My Life》                    |
| 2002 | 성시경      | 사랑해서 슬픈날 Love Letter 슬픔이 슬픔을 사랑이겠죠                                                          | 《Melodie d'AMOUR》                   |
| 2002 | 김완선      | | 《S & Remake》                        |
| 2002 | god         | 기회를 줘 0%                                                                                                  | 《Chapter 5: Letter》                 |
| 2002 | 신승훈      | 사랑해도 헤어질 수 있다면… 널 위한 이별                                                                       | 《The Shin Seung Hun》                |
| 2003 | 김진표      | 유난히 스물 다섯                                                                                              | 《JP4》                               |
| 2003 | 여러 음악가 | 한국사람(연주곡)                                                                                              | 《Tribute To Kim Hyun Sik》           |
| 2003 | 비          | 태양을 피하는 방법                                                                                            | 《RAIN2》                             |
| 2004 | 김연우      | 연인 우리 처음 만난 날 8211 잘해주지 말걸 그랬어                                                              | 《연인》                              |
| 2005 | 루시드 폴   | 물이 되는 꿈 삼청동 들꽃을 보라                                                                               | 《오, 사랑》                          |
| 2005 | 여러 음악가 | 나의 너를 위해(작은 눈의 요정 슈가 여는 노래)                                                                 | 《WE 2》                              |
| 2005 | 김완선      | | 《rEturN》                            |
| 2007 | 토이        | 나는 달 해피엔드 뜨거운 안녕 오늘 서울은 하루종일 맑음 크리스마스 카드 딸에게 보내는 노래 안녕 스무살         | 《Thank You》                         |
| 2007 | 김경호      | 습관 | 《Infinity》                          |
| 2008 | 윤상        | 새벽 | 《YOONSANG SONGBOOK：Play With Him!》 |
| 2008 | 유희열      | 공원에서 우리 만난적 있나요 즐거운 나의 하루 그럴때마다 에필로그                                              | 《여름날 (유희열 소품집)》            |
| 2009 | 김경호      | | 《Alive》                             |
| 2009 | 여러 음악가 | | 《토끼와 리저드 OST》                 |
| 2010 | 윤종신      | 새로고침 빈 고백                                                                                              | 《行步 2010 YOON JONG SHIN》          |
| 2011 | 유가을      | 가시고기 사랑 ※ 기타가 아닌 우쿨렐레 연주                                                                     | 〈가시고기 사랑〉(디지털 싱글)        |
| 2017 | 장민호      | 남자는 말합니다 내 이름 아시죠                                                                                | 《드라마 (장민호의 음반)》            |